# Kościół św. Michała Archanioła w Parzęczewie
Kościół pw. Świętego Michała Archanioła w Parzęczewie – zabytkowa drewniana świątynia rzymskokatolicka w Parzęczewie w Wielkopolsce.
Świątynia należy do parafii pw. św. Michała Archanioła w Parzęczewie.
Pierwszy kościół istniał w tym miejscu jeszcze przed rokiem 1498 i był zbudowany z drewna. W 1696 r. na jego miejscu wybudowano kolejny, który nie przetrwał.
Nowa świątynia została zbudowana w 1774 r. i przedłużona od strony zachodniej w latach 1950-51. Kryta dachem gontowym, nad nawą posiada wieżyczkę z cebulastym hełmem z latarnią. Na belce tęczowej zachowała się data budowy i barokowy krucyfiks z końca XVII w. Późnobarokowy ołtarz główny pochodzi z końca XVIII w.. W ołtarzu znajduje się obraz Matki Boskiej z Dzieciątkiem. Kropielnica wykazuje cechy klasycystyczne.
Przy kościele znajduje się dzwonnica z tego samego okresu i rośnie wiąz o obwodzie 320 cm. Zachowały się także plebania z XIX w. oraz piaskowcowa figura św. Jana Nepomucena z XVIII w.